# Ридберг (лунный кратер)
Кратер Ридберг (лат. Rydberg) — крупный молодой ударный кратер в южном полушарии обратной стороны Луны. Название присвоено в честь шведского физика Йоханнеса Роберта Ридберга (1854—1919) и утверждено Международным астрономическим союзом в 1970 г. Образование кратера относится к эратосфенскому периоду. 

## Описание кратера

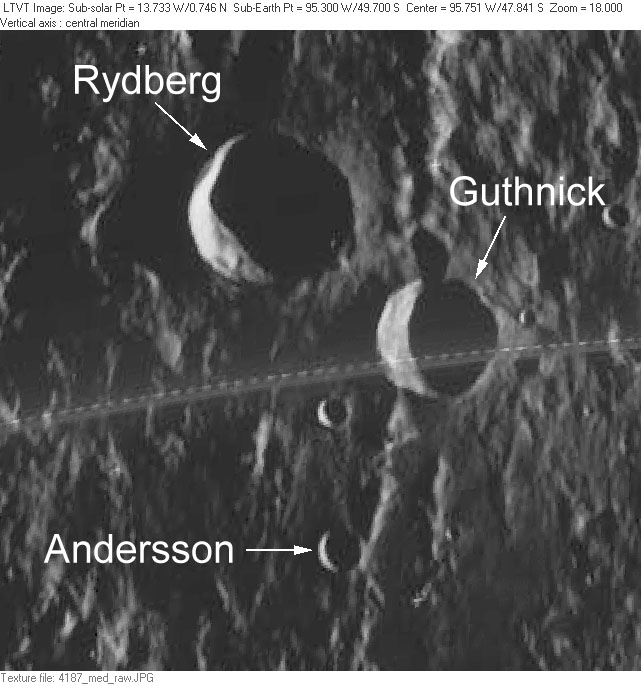
Окрестности кратера Рёмер. Снимок зонда Lunar Orbiter - IV.

Ближайшими соседями кратера являются кратер Феньи на западе-северо-западе, кратер Хейровский на севере; кратер Каталан на востоке; кратер Гутник на юго-востоке; кратер Андерссон на юге-юго-востоке. На севере от кратера находятся горы Кордильеры. Селенографические координаты центра кратера 46°26′ ю. ш. 96°26′ з. д. / 46,43° ю. ш. 96,43° з. д., диаметр 48,0 км, глубина 2300 м. 
Кратер имеет близкую к циркулярной форму с небольшим выступом в северной-северо-западной части. Вал с четко очерченной острой кромкой, с понижением в южной части. Внутренний склон с слабыми следами террасовидной структуры и осыпями пород у подножия.  Высота вала над окружающей местностью достигает 1120 м, объем кратера составляет приблизительно 1900 км³. Дно чаши пересеченное с несколькими радиальными хребтами и невысоким центральным хребтом состоящим из анортозита.

## Сателлитные кратеры
Отсутствуют.